# Michaela Hanser
Michaela Hanser (* 1960 in Freiburg im Breisgau) ist eine deutsche Schauspielerin.

## Leben
Michaela Hanser wuchs in Kassel auf und absolvierte von 1982 bis 1986 ihr Schauspielstudium an der Hochschule für Musik, Theater und Medien in Hannover. Nach ihrer Ausbildung erhielt sie ihr erstes Engagement in der Spielzeit 1986/87 am Staatstheater Hannover. 1986/87 war sie in dem von ihr entwickelten Solostück Das kunstseidene Mädchen nach dem Roman von Irmgard Keun am „Theater an der Glocksee“ in Hannover zu sehen.
Von 1987 bis 1991 und erneut von 1996 bis 2009 war sie festes Ensemblemitglied am Grips-Theater in Berlin, wo sie in zahlreichen Rollen zu sehen war. In dem Musical Linie 1, mit dem sie auch auf Tournee ging, spielte sie über 800 mal die Rolle der „Lady“ und leitete neben ihrer schauspielerischen Tätigkeit am Grips-Theater dort auch Umbesetzungs- und choreografische Proben. Seit 2009 ist sie freiberuflich tätig und am Grips-Theater weiterhin als Gast beschäftigt.
In der Spielzeit 1993/94 gastierte sie am Staatstheater Hannover als Anführerin der Heilsarmee in Happy End. In der Spielzeit 1995/96 verkörperte sie die Vogelscheuche in Der Zauberer von Oz am Stadttheater Wilhelmshaven.
Michaela Hanser trat als Gast an zahlreichen Bühnen im deutschsprachigen Raum auf. Sie hatte in den folgenden Jahren u. a. Engagements an der Musikalischen Komödie Leipzig, am Theater am Kurfürstendamm in Berlin, am Toppler-Theater in Rothenburg ob der Tauber, an der Comödie Dresden, am Thalia Theater Halle und in mehreren Produktionen am Kammertheater Karlsruhe.
In der Spielzeit 2015/16 gastierte sie am Theater St. Gallen im Musical Flashdance. 2016/17 spielte sie die Rolle der Guste Kiepert in einer Bühnenfassung von Der blaue Engel am Kammertheater Karlsruhe und am Theater Paderborn. In der Spielzeit 2019/20 war sie mit der Musical-Produktion Ein Amerikaner in Paris mit der Konzertdirektion Landgraf auf Deutschland-Tournee. Von 2021 bis 2023 spielte sie bei den Freilichtspielen Schwäbisch Hall die Rolle der Schwester Mary Lazarus im Musical Sister Act. In der Spielzeit 2022/23 gastierte sie als Hotelchefin Frau Dr. Wenger in Club Las Piranjas am Grenzlandtheater Aachen. 2024 war sie bei den Freilichtspielen Schwäbisch Hall als Lehrerin in Der Besuch der alten Dame zu sehen.
Michaela Hanser stand seit den 1990er Jahren auch für einige Film- und Fernsehrollen vor der Kamera. In der TV-Krimiserie Wolffs Revier spielte sie von 1992 bis 1994 die Rolle der Gerichtsmedizinerin Claudia Herwig. Ab 2013 (Folge 5319) spielte sie in der RTL-Produktion Gute Zeiten, schlechte Zeiten mit längeren Unterbrechungen die wiederkehrende Rolle der Lydia „Janani“ Höfer, die „Rabenmutter“ der Geschwister Emily (Anne Menden) und Philipp Höfer (Jörn Schlönvoigt). Mehrfach war sie auch in verschiedenen Episodenrollen in den ZDF-Serien Notruf Hafenkante und SOKO Wismar zu sehen. In der 22. Staffel der ZDF-Serie SOKO Wismar (2024) übernahm sie eine Episodenhauptrolle als tatverdächtige Fischerin und Pächterin Martha Domke.
Hanser ist ausgebildete Aerobic-Trainerin. Sie gibt Schauspielunterricht für Kinder und arbeitet außerdem als (Schauspiel)-Coach. Als Hobby und Nebenjob leitet sie, vorwiegend in Europa, Wandertouren für ein Reiseunternehmen. Sie lebt in Berlin.

## Filmografie (Auswahl)
- 1992–1994: Wolffs Revier (Fernsehserie, 11 Folgen)
- 2000: Otto – Der Katastrofenfilm (Kinofilm)
- 2010: Das letzte Schweigen (Kinofilm)
- 2010: SOKO Wismar: Die letzte Chance (Fernsehserie, eine Folge)
- 2012: Notruf Hafenkante: Zuckerbrot und Peitsche (Fernsehserie, eine Folge)
- 2013: Gute Zeiten, schlechte Zeiten (Fernsehserie)
- 2018–2023: Gute Zeiten, schlechte Zeiten (Fernsehserie, 11 Folgen)
- 2022: Tatort: Die Rache an der Welt (Fernsehreihe)
- 2022: Notruf Hafenkante: Abgestürzt (Fernsehserie, eine Folge)
- 2024: SOKO Wismar: Petri Unheil (Fernsehserie, eine Folge)

## Hörspiele (Auswahl)
- 2019: N. N.: Woodstock-Dosse. UdK Studentenprojekt – Regie: Mareike Maage (Original-Hörspiel – RBB)
- 2024: Katharina Hacker: Gäste – Bearbeitung und Regie: Ulrich Lampen (Hörspielbearbeitung – RBB)

Quelle: ARD-Hörspieldatenbank